# Birdżand
Birdżand (pers. بیرجند, Bīrjand) – miasto we wschodnim Iranie, w szahrestanie Birdżand, stolica ostanu Chorasan Południowy, położone w dolinie w pobliżu gór Kuh-e Baran, nad okresową rzeką Chusf.
Birdżand leży na obszarze Gór Wschodnioirańskich. W 2011 miejscowość liczyła 178 020 mieszkańców. Dla porównania, w 2006 było ich 166 138, w 1996 – 127 608, zaś w 1966 – około 23 tys. Jest ważnym ośrodkiem produkcji i handlu wełną oraz dywanami. W mieście znajduje się międzynarodowy port lotniczy Birdżand. Uprawiane są buraki cukrowe.
W mieście funkcjonuje uniwersytet.